# YooMoney
YooMoney, con la marca ЮMoney, (anteriormente Yandex.Money) es un Sistema de pago electrónico. Es 100% propiedad de Sberbank y opera en Rusia y países cercanos.
La sede de la empresa se encuentra en Moscú. Tiene sucursales en San Petersburgo y Nizhni Nóvgorod.

## Historia
El servicio fue lanzado en 2002 como Yandex.Money (en ruso: Яндекс.Деньги) por Yandex a través de una asociación con PayCash formada en 2000.
En marzo de 2007, Yandex adquirió la propiedad total del servicio.
En marzo de 2011, el servicio se expandió a Ucrania, Bielorrusia y Kazajistán.
A partir de febrero de 2012, los usuarios podían transferir dinero a cuentas Visa o Mastercard.
También en febrero de 2012, Yandex.Money se convirtió en el método de pago preferido en la Opera Mobile Store.
En abril de 2012, Yandex Money comenzó a emitir tarjetas de débito en la red Mastercard.
En octubre de 2012, la compañía permitió realizar pagos con tarjeta a través de un terminal de punto de venta en miniatura conectado al teléfono inteligente del usuario.
En julio de 2013, Sberbank adquirió una participación del 75% en Yandex.Money por 60 millones de dólares, mientras que Yandex conservó una participación del 25%.
En 2013, se lanzó el servicio Yandex.Checkout (más tarde rebautizado como YooKassa).
En mayo de 2014, Yandex.Money se integró como una opción de pago para los comerciantes que utilizan Skrill.
En octubre de 2014, Nintendo comenzó a vender juegos a través de la distribución digital a través del servicio.
En abril de 2016, el servicio comenzó a permitir pagos de comunicación de campo cercano a través de su aplicación móvil.
En julio de 2016, el servicio lanzó los pagos a través del Apple Watch.
En octubre de 2016, el servicio comenzó a permitir pagos a través de iMessage. En noviembre de 2016, el servicio comenzó a funcionar con Apple Pay.
En marzo de 2017, Ivan Glazachev se convirtió en director ejecutivo del servicio.
En noviembre de 2017, el servicio lanzó Yandex.Gas, que permite a los usuarios pagar la gasolina a distancia, sin salir de sus coches.
En marzo de 2019, el servicio comenzó a permitir cuentas con 10 monedas principales; El servicio determina automáticamente la mejor moneda en la que realizar un pago.
En julio de 2019, el servicio lanzó "Ya.Streamer", que permite a los usuarios recolectar donaciones a través de plataformas de transmisión, como YouTube, Twitch, Smashcast, CyberHero, WASD. TV, Odnoklassniki, VK, Facebook, OBS Studio y XSplit.
En 2020, Sberbank adquirió el 100% del servicio y pasó a llamarse YooMoney.

## Cuestiones jurídicas
En 2011, el Servicio Federal de Seguridad exigió a la empresa que revelara detalles de las personas que contribuyeron a las organizaciones dirigidas por Alekséi Navalni, líder de la oposición a Vladímir Putin en Rusia. Como lo exige la ley, la compañía divulgó información de 100 colaboradores que utilizaron el servicio.
En 2016, el gobierno de Rusia presuntamente presionó a la empresa para que cerrara las cuentas utilizadas para recaudar dinero para Alekséi Navalni. El Banco Central ruso negó las acusaciones.
En abril de 2022, el Departamento del Tesoro de Estados Unidos inició sanciones contra el servicio como parte de las sanciones internacionales durante la invasión rusa de Ucrania.